# 888
| [ Edytuj tabelę ]          |                                                             |
| Król Anglii                | - 871 Alfred Wielki 899                                     |
| Hrabia Aragonii            | - 867 Aznar II Galíndez 893                                 |
| Król Armenii               | - 884 Aszot I 890                                           |
| Hrabia Barcelony           | - 878 Wilfred Włochaty 897                                  |
| Książę Burgundii           | - 880 Ryszard I Prawodawca 921                              |
| Cesarz Bizancjum           | - 886 Leon VI Filozof 912 - 886 Aleksander 913              |
| Chan Bułgarii              | - 852 Borys I Michał 889                                    |
| Cesarz Chin                | - 873 Tang Xizong 888 - 888 Tang Zhaozong 904               |
| Książę Czech               | - 870 Borzywoj I 889                                        |
| Władca Egiptu              | - 884 Chumarawajh 896                                       |
| Król Franków wschodnich    | - 887 Arnulf z Karyntii 899                                 |
| Król Franków zachodnich    | - 888 Odon 898                                              |
| Cesarz Japonii             | - 887 Uda 897                                               |
| Kalif                      | - 870 Al-Mu’tamid 892                                       |
| Król Khmerów               | - 877 Indrawarman I 889                                     |
| Wielki książę Kijowa       | - 882 Oleg Mądry 912                                        |
| Patriarcha Konstantynopola | - 886 Stefan I 893                                          |
| Król Leónu                 | - 866 Alfons III Wielki 910                                 |
| Król Mercji                | - 879 Aethelred 911                                         |
| Król Nawarry               | - 880 Fortún Garcés 905                                     |
| Król Norwegii              | - 872 Harald Pięknowłosy 930                                |
| Papież                     | - 885 Stefan V (VI) 891                                     |
| Cesarz rzymski             | - 881 Karol Otyły 888                                       |
| Książę Saksonii            | - 880 Otto Dostojny 912                                     |
| Król Szkocji               | - 878 Eochaid 889 - 878 Giric 889                           |
| Doża Wenecji               | - 887 Giovanni II Partecipazio 888 - 888 Pietro Tribuno 912 |
| Książę wielkomorawski      | - 871 Świętopełk I 894                                      |

Rok 888 / DCCCLXXXVIII
stulecia: VIII wiek ~
IX wiek ~
X wiek

lata: 878 «
883 «
884 «
885 «
886 «
887 «
888
» 889
» 890
» 891
» 892
» 893
» 898

## Wydarzenia
- 29 lutego – Odon został koronowany w Compiègne na króla zachodniofrankijskiego[1].
- 24 czerwca - zwycięstwo Franków dowodzonych przez Odona nad wikingami w bitwie pod Montfaucon-d'Argonne[2]
- 13 listopada - powtórna koronacja Odona na króla zachodniofrankijskiego w Reims pod formalnym zwierzchnictwem króla wschodniofrankijskiego po wzajemnym uznaniu tytułów z królem wschodniofrankijskim Arnulfem z Karyntii[3].
- listopad - zwycięstwo dowodzonych przez Alana I Wielkiego Bretończyków nad wikingami w bitwie pod Questembert[4]
- Abdallah ibn al-Mu’tazz napisał książkę pt. Kitab al-Badi, jest uważane za jedno z najwcześniejszych dzieł w arabskiej teorii literatury i krytyce literackiej[5].

## Zmarli
- 13 stycznia – Karol Otyły, cesarz rzymski, król zachodniofrankijski (ur. 839)
- Baoshou Yanzhao, chiński mistrz chan ze szkoły linji (ur. 830)
- Nanghye Muyŏm, koreański mistrz sŏn (jap. zen), założyciel szkoły sŏngju (ur. 799)
- Judicaël z Rennes, władca Bretanii, poległ w bitwie z wikingami[6] pod Questembert